# Flüchtlinge des syrischen Bürgerkriegs
| Flüchtlinge des Syrischen Bürgerkriegs                          |                                                                                                 |
| Total:                                                          | 5.652.186 Flüchtlinge (Dezember 2018) 6.130.000–6.320.000 Flüchtlinge (UN-Schätzung, März 2016) |
| Regionen mit einer nennenswerten Anzahl syrischer Asylsuchender |                                                                                                 |
| Türkei                                                          | 3.424.237 (Dezember 2017)                                                                       |
| Libanon                                                         | 2.200.000 (geschätzte Ankömmlinge, Dezember 2015) 1.011.366 (registriert, Dezember 2016)        |
| Jordanien                                                       | 1.265.000 (November 2015) 659.246 (registriert, Mai 2017)                                       |
| Deutschland                                                     | 600.000 (2014–2016) 494.227 (März 2017)                                                         |
| Saudi-Arabien                                                   | 500.000 (2016)                                                                                  |
| VAE                                                             | 242.000 (2015)                                                                                  |
| Irak                                                            | 230.836 (registriert)                                                                           |
| Kuwait                                                          | 155.000+ (Juni 2015)                                                                            |
| Ägypten                                                         | 126.688 (Dezember 2017)                                                                         |
| Schweden                                                        | 111.216 (März 2017)                                                                             |
| Ungarn                                                          | 76.886 (März 2017)                                                                              |
| Kanada                                                          | 40.081 (März 2017)                                                                              |
| Kroatien                                                        | 55.000 (geschätzt September 2015) 690 (März 2017)                                               |
| Griechenland                                                    | 54.574 (geschätzt Mai 2016) 12.138 (März 2017)                                                  |
| Algerien                                                        | 43.000 (geschätzt November 2015) 5.721 (registriert November 2015)                              |

Flüchtlinge des syrischen Bürgerkriegs oder auch syrische Flüchtlinge sind oder waren in Syrien sesshafte Menschen, die ihr Land wegen des Bürgerkriegs in Syrien verlassen mussten und in einem anderen Land Asyl suchen.

## Geschichte

### 2011

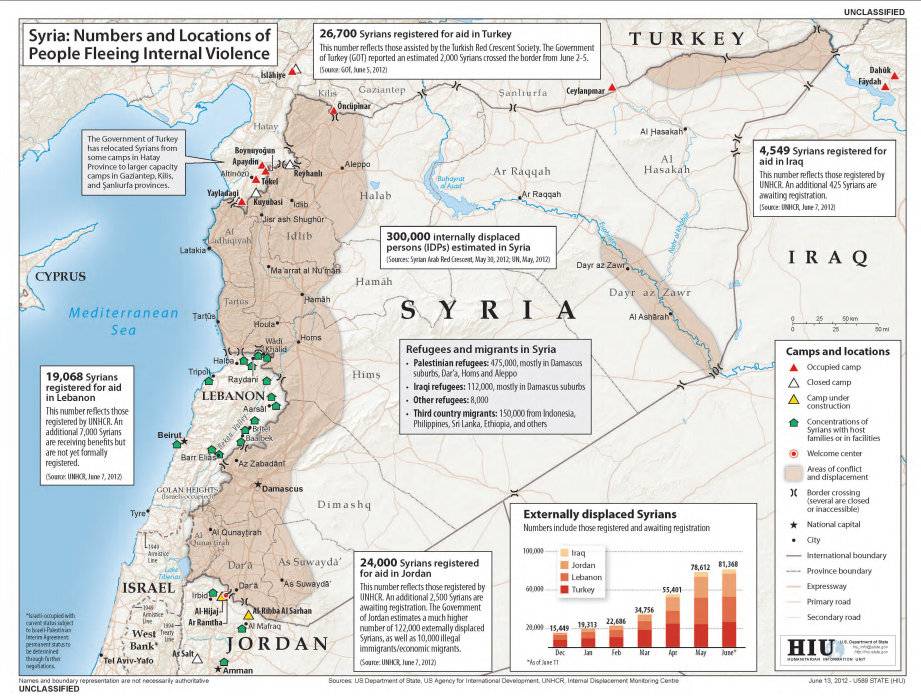
Anzahl der Flüchtlinge aus den verschiedenen Regionen (Juni 2012)

In Syrien kam es nach ersten Protestaufrufen im Februar 2011 zu Verhaftungen zahlreicher Oppositioneller. In den darauffolgenden Wochen demonstrierten mehrere tausend Menschen für politische Freiheiten und den Sturz der Regierung von Präsident Baschar al-Assad. Sicherheitskräfte gingen seit Mitte März 2011 gewaltsam gegen Demonstranten vor. Die Türkei errichtete kleine Flüchtlingscamps und bereitete sich auf eine Flüchtlingswelle vor, nachdem bis Mai 2011 300 Syrer in die Türkei gekommen waren. Über 700 Menschen flohen aus Tell Kalach in den Libanon und 1.350 Menschen kamen nach Wadi Khaled.

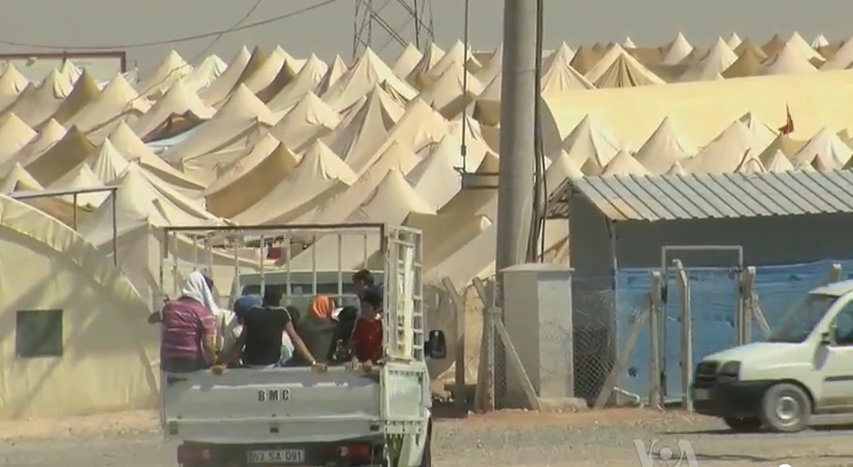
Ein 80 km von Aleppo entferntes Flüchtlingslager in der Türkei (September 2012)

Bis Juli kamen über 15.000 Syrer in die Türkei, von denen 5.000 wieder zurückgingen. Bis Ende August wurden 2.600 Flüchtlinge im Libanon registriert, mit mehreren tausend Illegalen im Land.
Im September fiel die Zahl der Flüchtlinge in Wadi Khaled von 5.500 auf 2.500. Anfang September errichtete die Türkei sechs Flüchtlingsunterkünfte für 15.000 Flüchtlinge, von denen 11.000 wieder nach Syrien zurückkehrten. Im November stieg die Zahl auf 7.200 und 5.000 im Libanon. Im Dezember waren 1.500 Flüchtlinge in Jordanien registriert, mit wahrscheinlich mehreren tausend sich illegal dort aufhaltenden Menschen im Land.

### 2012
Im Januar gab Libanon an, dass über 5.000 Flüchtlinge, und die Türkei, dass sich 9.700 im Land befinden.  Nach der Schlacht bei Homs an der libanesischen Grenze flüchteten 2.200 Menschen in den Libanon und mehrere hundert in die Türkei. Die Vereinten Nationen registrierten in der Hatay Provinz 13.500 Menschen und mehrere tausend in anderen Provinzen. Die türkische Regierung schätzte, dass bis zu 50.000 Syrer in das Land kommen könnten, und begann Flüchtlingscamps in Hatay, Kilis, Gaziantep und Şanlıurfa zu errichten. Die Regierung von Jordanien zählte 80.000 Menschen im Land und 5.000 in Schulen. Über 1.000 Kurden flohen in das Domiz Camp im Irak, wo ihnen Schutz geboten wurde. Ethnische Kurden erhielten Militärtraining angeboten, um Kurden in Syrien zu beschützen.

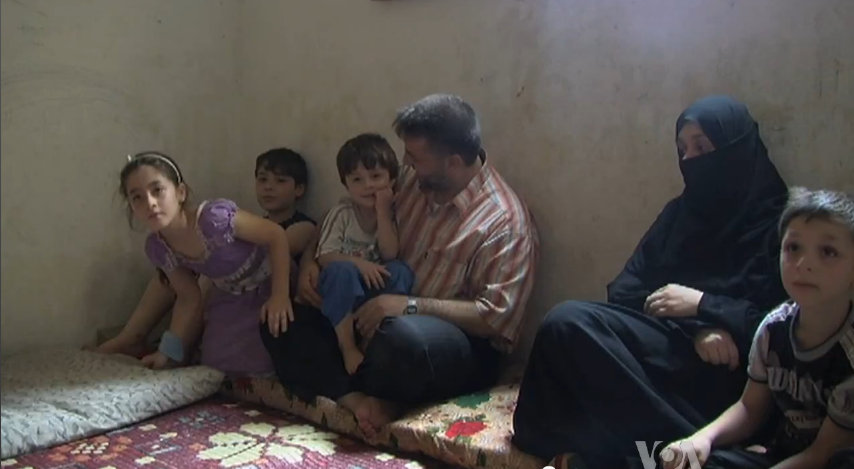
Syrische Flüchtlinge im Libanon (September 2012)

Die April-Offensive der Syrischen Armee wenige Tage vor dem Kofi Annan Friedensvertrag sorgte für einen erneuten Flüchtlingsstrom in die Türkei. Anfang April kamen 5.000 Menschen in die Türkei, was die Anzahl der Flüchtlinge in der Türkei auf 25.000 hob. Die Türkei bat Syrien die Waffenruhe einzuhalten und um Internationale Hilfe. Über 130.000 Syrer waren in Jordanien und über 200.000 waren intern vertrieben. Über 3.000 Kurden wurden vom UNHCR im Irak registriert und 50–70 erreichten täglich die Flüchtlingscamps. Syrische Flüchtlinge erhielten politisches Asyl in Kolumbien.
Im Juni lebten die meisten Flüchtlinge in den Städten Irbid, Mafraq, Gerasa und Ajloun im Norden Jordaniens. Im Libanon registrierte das UNHCR 17.000 Menschen und 26.000 anderswo. Ein Großteil der Flüchtlinge waren Frauen und Kinder. Anfang Juli flohen 19.000 Syrer nach Libanon, nachdem die Gewalt in Damaskus eskaliert war. Anfang Juli waren über 28.000 im Libanon und über 43.000 Flüchtlinge in der Türkei registriert. Im August kamen 124 Flüchtlinge nach Italien, somit die ersten in Europa. Die Zahl der Flüchtlinge überschritt 200.000. Bis zum Dezember stieg die Zahl auf über 750.000.

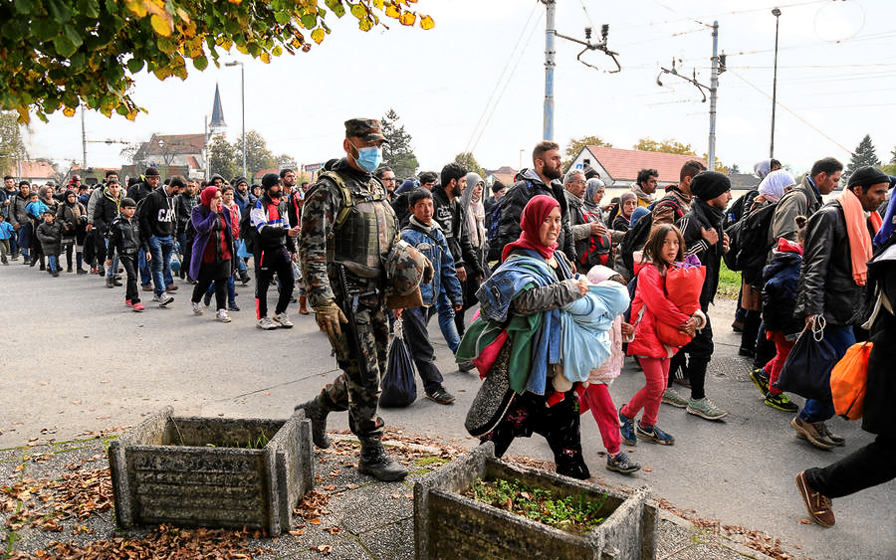
Syrische Flüchtlinge überschreiten die slowenische Grenze (Oktober 2015)

### 2013
Die Zivilbevölkerung litt unter Nahrungsmangel und der Gewalt. Täglich verließen bis zu 6.000 Menschen Syrien, was dazu führte, dass Flüchtlingslager überfüllt waren.
Frauen und Kinder wurden immer öfter Opfer sexueller Übergriffe. Die ersten christlichen Flüchtlinge kamen in die Vereinigten Staaten. Im August stieg die Anzahl der Flüchtlinge in Bulgarien massiv. Flüchtlingslager im Land waren überfüllt und die bulgarische Regierung bat das Rote Kreuz und die Europäische Union um Hilfe.
Mehrere tausend Menschen flohen in den Irak und nach Italien. Im September wurde Schweden das erste EU-Mitglied, welches einen dauerhaften Aufenthalt und Familiennachzug garantierte, wenn die Lage in Syrien sich verschlimmerte. Im September nahm Argentinien 300 Familien auf und Brasilien stellte als erstes amerikanisches Land Humanitäre Visa aus. Bis Dezember starben über 100.000 Menschen und 1,5 Millionen waren auf der Flucht.

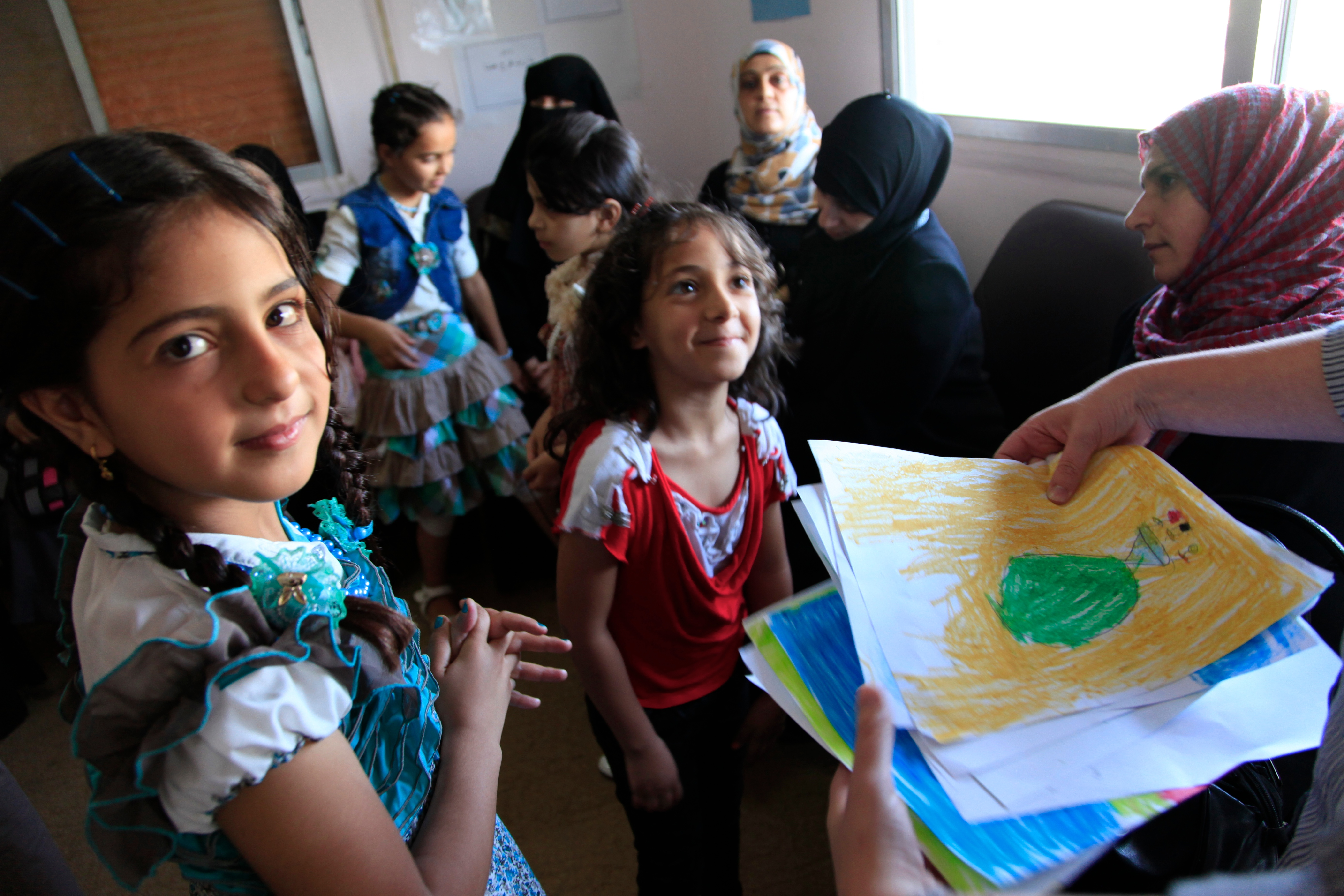
Flüchtlingskinder in einem Krankenhaus im Norden Jordaniens

### 2014

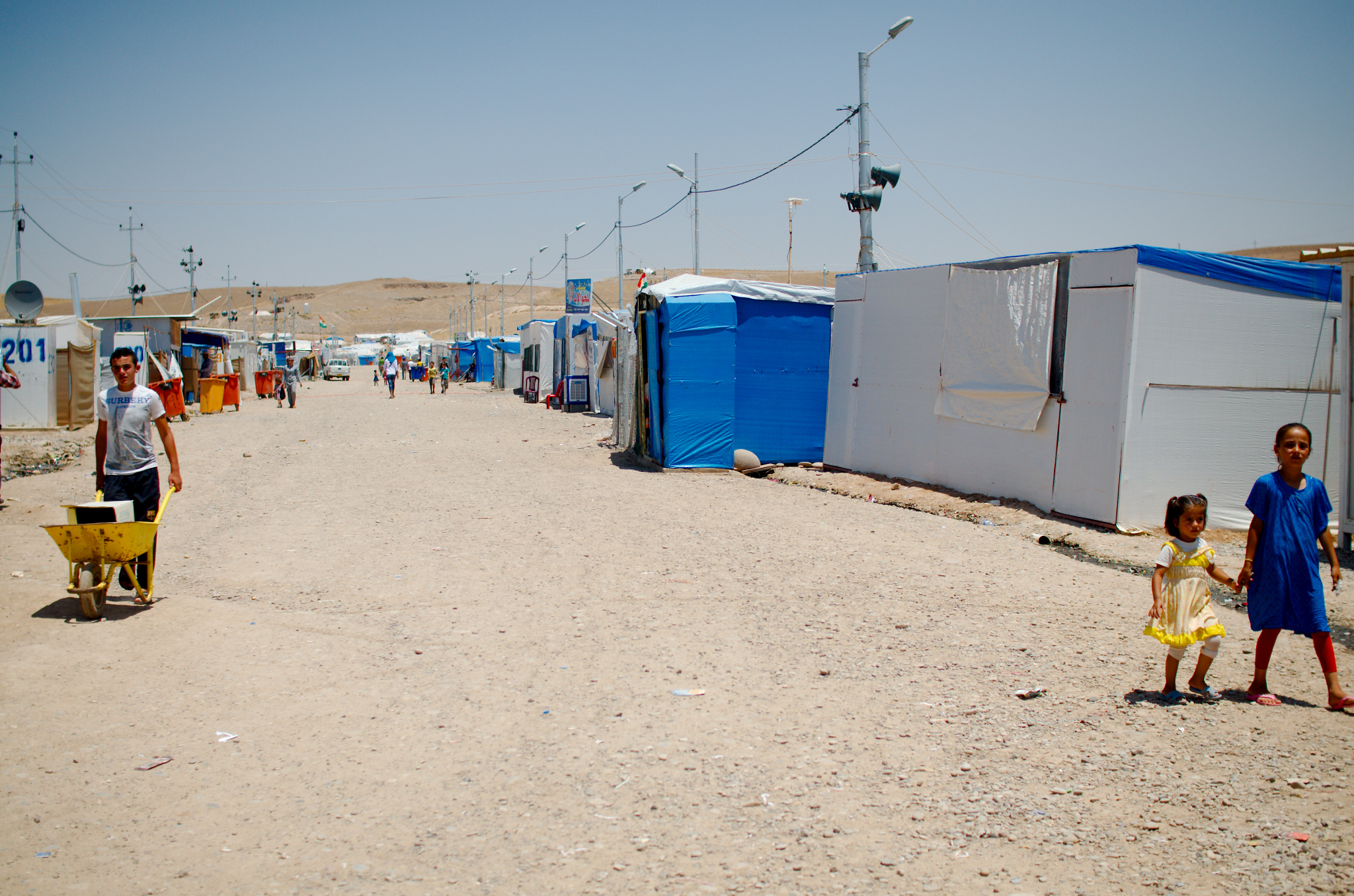
UNHCR-Camp für syrische Flüchtlinge im Norden Iraks

Die immer schlechter werdende Menschenrechtssituation im Irak führte dazu, dass viele Iraker in den Norden Syriens flüchteten. Im August 2014 waren 6,5 Millionen Syrer intern vertrieben worden und mehr als drei Millionen auf der Flucht. Erstmals seit dem Zweiten Weltkrieg gab es weltweit mehr als 50 Millionen Flüchtlinge, aufgrund des Bürgerkriegs in Syrien.
Über eine Million Flüchtlinge wurden vom UNHCR registriert. Im August begann Uruguay, Flüchtlinge aufzunehmen. Die zunehmende Gewalt in Irak und Syrien durch den Islamischen Staat führte zu einem erneuten Flüchtlingsstrom.

### 2015
2015 versuchten insgesamt mehr als eine Million Menschen die Einwanderung über das Mittelmeer in die EU. 848.000 kamen in Griechenland an, 153.000 Flüchtlinge landeten in Italien. Ungefähr die Hälfte der Flüchtlinge kam aus Syrien. Die Anzahl der syrischen Flüchtlinge weltweit überschritt 4.000.000. Die Medien behaupteten, dass Saudi-Arabien und andere wohlhabende Staaten im Nahen- und Mittleren Osten keine Flüchtlinge aufnahmen. Saudi-Arabien nahm nach eigenen, umstrittenen Aussagen 100.000 – 2,5 Millionen Flüchtlinge auf.
Nach dem Tod Alan Kurdis im September veränderte sich das Bild der Flüchtlingskrise weltweit. Der Tod des Dreijährigen sorgte für Internationales Aufsehen und das Interesse der Zivilbevölkerung für die Flüchtlinge stieg.
Im Oktober beschuldigten der UNHCHR Tschechien, Migranten wie in Gefängnissen unterzubringen. Bis Ende 2015 kamen über eine Million Flüchtlinge nach Europa, 20 % davon aus Syrien.

### 2016
Im Februar kündigte Österreich an, nur noch eine bestimmte Anzahl an Flüchtlingen ins Land zu lassen. Slowenien, Kroatien, Mazedonien und Serbien ließen nur noch 580 Flüchtlinge pro Tag über die Grenze, was dazu führte, dass viele Flüchtlinge in Griechenland „strandeten“.
Amnesty International berichtete, dass türkische Grenzpolizisten auf syrische Flüchtlinge schossen und dass die Türkei mehrere tausend Flüchtlinge gewaltsam abgeschoben habe. Einige Tage später berichtete Human Rights Watch, dass türkische Grenzpolizisten auf Syrer schossen und sie niederschlugen, was zu schweren Verletzungen und Toten führte. Der türkische Präsident Recep Tayyip Erdoğan dementierte die Anschuldigungen. Die Syrische Beobachtungsstelle für Menschenrechte und die Nationalkoalition syrischer Revolutions- und Oppositionskräfte berichteten, dass in der Nacht zum 18. Juni türkische Grenzpolizisten mehrere Syrer erschossen, die die Grenze überqueren wollten. Der türkische Außenminister dementierte die Anschuldigungen.
Nach dem Putschversuch in der Türkei 2016 stieg die Anzahl der Flüchtlinge, die über das Ägäische Meer nach Westeuropa kommen wollten, rasant an.

### 2017
Anfang Januar lud der syrische Außenminister Walid al-Muallim die Flüchtlinge in den Nachbarstaaten Syriens ein, wieder nach Hause zu kommen. Das Land sei vorbereitet und werde den Menschen ein anständiges Leben bieten, wie die Syrian Arab News Agency berichtete, nachdem Walid sich mit Filippo Grandi in Damaskus getroffen hatte.
Am 27. Januar unterschrieb Donald Trump den „Travel Ban“, welcher Bürgern aus sieben mehrheitlich muslimischen Staaten 90 Tage lang, Flüchtlingen 120 Tage lang und Flüchtlingen aus Syrien dauerhaft die Einreise in die USA verbot. Zwei Tage bevor das Dekret unterzeichnet wurde, verkündete Trump seinen Plan, Sicherheitszonen in Syrien zu errichten, in denen die Menschen leben könnten, und dass die Europäischen Staaten einen „großen Fehler begangen haben, als sie Millionen von Flüchtlingen aus dem Nahen Osten aufgenommen haben.“

### 2021
Durch die Wirtschaftskrise im Libanon und die Explosionskatastrophe in Beirut im Jahr 2020 stieg der in extremer Armut lebende Anteil der syrischen Flüchtlinge im Libanon auf rund 90 Prozent an. So gibt es Berichte von Familien, die in Tür- und Fensterlosen Gebäuden, die zudem undicht sind, leben. Kinderarbeit ist zum Überleben jener Familien zur Selbstverständlichkeit geworden.

### 2023
2023 stellten 104.000 Syrer Asyl-Erstanträge in Deutschland. Das waren 31,6 % der insgesamt 329.120 gestellten Asyl-Erstanträge. Rund 88 % der Anträge von Syrern wurden angenommen.

### 2024
Ende Oktober 2024 lebten laut dem Bundesinnenministerium 974.136 Menschen mit syrischer Herkunft in Deutschland. 5.090 von ihnen waren anerkannte Asylbewerber. 321.444 Menschen wurden als Flüchtlinge nach der Genfer Konvention registriert, also aus begründeter Furcht vor Verfolgung wegen ihrer Zugehörigkeit zu einer bestimmten Gruppe oder Religion.
Weitere 329.242 von ihnen bekamen einen subsidiären Schutz, das heißt sie hatten weder einen Flüchtlingsschutz noch eine Asylberechtigung. Um diesen zu erhalten, muss ein Antragssteller nachweisen, dass ihm oder ihr im Herkunftsland „ernsthafter Schaden“ droht. Die übrigen von ihnen hatten andere Aufenthaltstitel, etwa durch Familiennachzug.

## Internationale Reaktionen
Das UN-Flüchtlingshilfswerk, kurz genannt UNHCR, registriert Flüchtlinge vor Ort in den Nachbarländern Syriens. Ferner betreibt UNHCR Flüchtlingslager in der Region und unterstützt Flüchtlinge materiell, beispielsweise mit Kleidung oder Gutscheinen.

### Finanzielle Unterstützung
Bis zum Dezember 2015 wurden weltweit rund 17 Milliarden US-Dollar ausgegeben. Davon kamen acht Milliarden von der Türkei, ungefähr 4,5 Milliarden von den USA und knapp zwei Milliarden von der EU.

## Auswirkungen

### Menschenhandel
Der Ausbruch des Syrischen Bürgerkriegs führte zur Entstehung einer „Mittelmeer Mafia“. Jeden Tag probieren mehrere tausend Menschen die Durchreise nach Europa. Dabei helfen ihnen Schlepper, die aus dem Leid der Kriegsopfer ein florierendes Geschäft gemacht haben. Schlepper verlangen teilweise bis zu 20.000 Euro für eine Überführung nach Europa. Diese führt meistens über das Mittelmeer und den Balkan, aber auch durch Italien.

## Integration und Umsiedlung

### Amerika
Argentinien – Im September 2013 entschied Argentinien, mehrere tausend Flüchtlinge aufzunehmen. Im August 2013 waren bereits 300 Familien in Argentinien. Wegen der kritischen Lage in Syrien entschied man, bis zu 3000 Flüchtlinge aufzunehmen.
 Brasilien – Brasilien war das erste Land in Amerika, das Visa für syrische Flüchtlinge ausstellte. Die Botschaften Brasiliens in der Türkei, Libanon, Jordanien und Irak sind für die Ausstellung der Visa zuständig. Im November 2015 waren 3000 Syrer in Brasilien.
 Kanada –
 Vereinigte Staaten – Im August 2016 erreichten die USA ihr Ziel, 10.000 Flüchtlinge aufzunehmen. Die Terroranschläge am 13. November 2015 in Paris sorgen dafür, dass 31 Gouverneure die Aufnahme syrischer Flüchtlinge stoppen wollten. Die „Proteste“ der Gouverneure waren nicht erfolgreich.

„Refugees Welcome“-Zeichen

Bis Dezember 2015 gab die Regierung der USA 4,5 Milliarden Dollar für Flüchtlinge aus.
Donald Trump versprach nach seiner Wahl im November 2016, syrische Flüchtlinge abzuschieben, die sich bereits im Land befanden. Während Donald Trumps Präsidentschaftswahlkampf 2015/16 kündigte er an, Syrer abzuschieben, und beschimpfte sie als Terroristen.
Am 27. Januar 2017 unterschrieb Donald Trump die Executive Order 13769, oft auch als Muslim Ban, Travel Ban oder Immigration ban bezeichnet. Das Dekret verbot Bürgern aus sieben mehrheitlich muslimischen Staaten für 90 Tage, Flüchtlingen 120 Tage und Flüchtlingen aus Syrien dauerhaft die Einreise in die USA. Im März folgte die Executive Order 13780, die Irak von der Liste entfernte. Beide Dekrete wurden von Richtern in den USA blockiert. Der Oberste Gerichtshof der Vereinigten Staaten entschied im Dezember 2017, dass das Dekret nicht verfassungswidrig sei.

### Asien
Südkorea – Südkorea weigert sich, Flüchtlinge aufzunehmen. Seit 1994 suchten nur 918 Menschen Asyl in Südkorea. Vor dem Ausbruch des Bürgerkriegs gab es nur drei Asylsuchende.

### Australien und Ozeanien
Australien – Im September 2015 kündigte Australien an, 12.000 Flüchtlinge aufzunehmen. Im Februar 2016 waren 26 Asylsuchende angekommen, im September 2016 bereits 3532 und 3146 Visa ausgestellt. Weitere 6293 Menschen absolvierten medizinische Untersuchungen und Sicherheitsüberprüfungen.
 Neuseeland – Neuseeland nahm bis September 2015 83 Flüchtlinge auf. Anfang 2016 bot Neuseeland Australien an, ungewollte Flüchtlinge aufzunehmen, die auf Nauru untergebracht worden waren.

### Europa
Kursiv – kein EU-Mitgliedsstaat
Fett – EU-Mitgliedsstaat
 Albanien – Nach der faktischen Schließung der Balkanroute verstärkte die albanische Regierung die Bewachung der Grenze zu Griechenland. Griechische Behörden errichteten Zeltdörfer an der albanischen Grenze (südlich der Grenzübergänge Kapshtica, Kakavija und Qafë-Bota) und brachten 1500 Flüchtlinge aus Idomeni dorthin.
 Bosnien und Herzegowina – Im September 2015 schloss Ungarn die Grenze zu Serbien. Daraufhin schätzte die Regierung Bosniens, dass 10.000–20.000 Flüchtlinge aus Serbien ins Land kommen könnten.
 Bulgarien – 2014 wurden in Bulgarien 11.080 Asylanträge gestellt, davon waren 56 % von Menschen mit syrischer Staatsbürgerschaft. 5.162 Antragssteller bekamen im selben Jahr einen Flüchtlingsstatus und 1.838 Menschen einen subsidiären Schutz.
 Deutschland – 2013 stellten Syrer in Deutschland 11.851 Asylanträge, 2014 waren es bereits 39.332. Thomas de Maizière schätzte im März 2015, dass ungefähr 105.000 Syrer von Deutschland aufgenommen worden seien. Im Juni 2015 lebten 161.435 Syrer in Deutschland, davon kamen 136.835 nach dem Ausbruch des Krieges 2011. Zwischen Januar und Juli 2015 erhielt das BAMF 42.100 Asylanträge. Bis zum Ende 2015 wurden 158.657 Asylanträge gestellt. 96 % wurden akzeptiert. Am Münchner Hauptbahnhof applaudierten zahlreiche Deutsche den Syrern, die im September 2015 dort ankamen. Auf bundeseigene humanitäre Aufnahmeprogramme für syrische Flüchtlinge folgten Landesaufnahmeprogramme der Bundesländer.
 Frankreich – Im November 2015 kündigte François Hollande trotz der Terroranschläge in Paris an, 30.000 Syrer innerhalb von zwei Jahren aufzunehmen.
 Island – Island möchte nur 50 Flüchtlinge aufnehmen.
 Serbien – Serbien akzeptiert Flüchtlinge, die sich auf der Durchreise nach Westeuropa befinden. Im August 2015 sagte Aleksandar Vučić, dass Serbien alles tun werde, um diesen Menschen ein besseres Leben zu ermöglichen. Er verglich Syrer mit Serben und Kroaten, die „ihr Haus vor 20 Jahren verlassen mussten“.